# Мухановы
Мухановы — дворянский род.
При переходе на русскую службу знати Казанского и Астраханского ханств после их поражения при Иване IV Грозном (1533—1584), Мухановы переходят на московскую службу и получают фамилию по собственному имени Мухан~Мукан <араб. muhhan — 'слуга, работник' от глагола mahana — 'служить'; либо <араб. muhhan — 'испытывающий, пробующий' от глагола mahana — 'испытывать.
Род происходит от Ивана Гавриловича Муханова, убитого на государевой службе (1597).
Его внук Алферий Степанович убит под Чигирином (1678). Внук последнего Ипат Калинович Муханов (1677—1729) был в детстве товарищем Петра I, учился морскому искусству в Голландии, а потом безотлучно находился при Петре Великом и был в числе шаферов при венчании государя с Екатериной I, имел чин контр-адмирала, в качестве морского офицера участвовал во многих морских сражениях во время Северной войны. Из внуков последнего Алексей Ильич был сенатором и почётным опекуном, Сергей Ильич (1762—1842) — действительный тайный советник, обер-шталмейстер, входил в ближний круг Павла I, его дочь Александра Сергеевна — фрейлина. Из правнуков — Павел Александрович (1797—1871) — историк, собиратель и издатель материалов по отечественной истории, известный археограф, издатель одноименного сборника, открывший летопись Филарета, председатель Императорской археографической комиссии. Брат последнего Петр Александрович (1798—1854) — декабрист IV категории, друг Кондратия Федоровича Рылеева, посвятившего Петру Александровичу свою думу «Смерть Ермака», штабс-капитан лейб-гвардии Измайловского полка, литератор, писатель и историк, адъютант героя Отечественной войны генерала Николая Николаевича Раевского, член Союза Благоденствия (с 1819) и Южного общества (с 1824).
Род Мухановых внесён в VI часть родословных книг Московской, Калужской, Курской, Рязанской и Саратовской губерний.

## Описание герба
Щит, разделённый на две части. В верхней, в красном поле, золотой крест. В нижней, в серебряном поле, подкова натурального цвета. Щит увенчан обыкновенным дворянским шлемом с короною. Нашлемник: возникающая собака с золотой лентою вместо ошейника.
Намёт красный с подложкою серебром. Герб рода Мухановых внесён в Часть 2 Общего гербовника дворянских родов Всероссийской империи, стр. 88.

## Известные представители
- Муханов Алексей Иванович — московский дворянин (1692).
- Муханов Никифор Ильин — московский дворянин (1692)[2]